# Reginald William Sims
Reginald William Sims (* 14. April 1926; † 2012) war ein britischer Zoologe. Nach einem anfänglichen Interesse für die Ornithologie widmete er sich ab 1960 den Ringelwürmern (Annelida).

## Leben
Sims diente während des Zweiten Weltkrieges in der Royal Navy und setzte diesen Dienst für einige Jahre nach dem Ende des Krieges fort, bis er die Streitkräfte verließ, um in Wales ein Biologiestudium zu absolvieren. 1952 erhielt er eine Anstellung als wissenschaftlicher Mitarbeiter an der Vogelabteilung des Natural History Museum und 1955 wurde er Oberkurator. 1956 begleitete er Edward H. Bill Banks auf eine sechsmonatige Expedition in den Dschungel von Nord-Borneo, bei der 700 Vogelbälge gesammelt wurden. 1954 beschrieb er die Unterart Turnix maculosus giluwensis des Fleckenlaufhühnchens, 1957 die Unterart Malacocincla abbotti altera des Rotschwanz-Mausdrosslings und 1958 die Unterart Butorides striata didii des Mangrovereihers. 
1960 wurde Sims Leiter der Abteilung Annelida im Natural History Museum, der weltweit größten Museumssammlung für Ringelwürmer, wo er sich den Wenigborstern (Oligochaeta) widmete. Er hatte Helfer in aller Welt, darunter auf den Salomonen, auf Malta, in Bolivien, in Westafrika und in Anatolien, die für ihn Ringelwürmer sammelten und sie ihm nach London sandten. Ferner korrespondierte er mit internationalen Kollegen. 
Den größten Zuwachs erlebte die Sammlung, als Edward Glynn Easton Mitarbeiter im Team von Sims wurde. Allein im Jahr 1978 wurden 2863 Wenigborster-Proben an das Museum gesandt. 1972 veröffentlichten Sims und Easton den Artikel A numerical revision of the earthworm genus Pheretima auct. (Megascolecidae: Oligochaeta) with the recognition of new genera and an appendix on the earthworms collected by the Royal Society North Borneo Expedition, der zur Standardliteratur über die Regenwurmgattung Pheretima zählt. In dieser Publikation stellten Sims und Easton die Ringelwurm-Gattungen Ephemitra, Metaphire (als nomen novum) und Pithemera auf. 1978 veröffentlichte Sims das Buch Key Works to the Fauna and Flora of the British Isles and North-western Europe. 1985 veröffentlichte er das Buch Earthworms: Keys and Notes for the Identification and Study of the Species, ein Standardwerk über die Ringelwurmfauna Großbritanniens, das 1999 in einer überarbeiteten Auflage erschien. 1986 ging er in den Ruhestand.
1985 gründete Sims die International Earthworm Society (seit 2009 Earthworm Society of Britain) und organisierte die ersten Konferenzen in Grange-over-Sands. Ferner war er Mitglied bei der British Society of Soil Science, der Freshwater Biological Association und im Gremium der Systematics Association.